# Vusamazulu Credo Mutwa
Vusamazulu Credo Mutwa, né le 21 juillet 1921 dans la province du Natal (Union d'Afrique du Sud) et mort le 25 mars 2020 en Afrique du Sud, est un des derniers chamans du peuple zoulou, présenté comme le chef spirituel des sanusis et sangomas d’Afrique du Sud.
Également artiste, essayiste et ufologue, il s'était donné pour mission de transmettre ses connaissances et ses « visions » à la civilisation pour la mettre en garde contre son aveuglement aux véritables enjeux de son époque, à la véritable nature de l'expérience humaine sur Terre et à la présence d'extraterrestres parmi nous,.

## Biographie
Son père était veuf avec trois enfants survivants lorsqu'il a rencontré sa mère. Son père était un constructeur et un Chrétien et sa mère était une jeune fille zouloue. Pris entre des missionnaires catholiques d'une part et un vieux guerrier zoulou têtu, le grand-père maternel de Credo Mutwa, ses parents n'avaient d'autre choix que de se séparer. Credo est né hors mariage, ce qui a provoqué un grand scandale dans le village. Sa mère a été expulsée par son père. Plus tard, il a été recueilli par l'une de ses tantes.
Il a ensuite été élevé par le frère de son père et emmené sur la côte sud du Natal (aujourd'hui KwaZulu-Natal), près de la rive nord de la rivière Mkomazi. Il n'a fréquenté l'école qu'à l'âge de 14 ans. En 1935, son père a trouvé un emploi dans la construction dans l'ancienne province du Transvaal et toute la famille a déménagé là où il construisait.
Après être tombé gravement malade, il a été ramené au KwaZulu-Natal par son oncle. Là où les médecins chrétiens avaient échoué, son grand-père, un homme que son père méprisait, le considérant comme un adorateur païen et démoniaque, l'a aidé à retrouver la santé. À ce stade, Credo a commencé à remettre en question beaucoup de choses sur son peuple que les missionnaires avaient voulu lui enseigner. « Étions-nous Africains vraiment une race de primitifs qui ne possédaient aucune connaissance avant que l'homme blanc ne vienne en Afrique? » se demanda-t-il. Son grand-père lui a inculqué la conviction que sa maladie était le signe d'une vocation sacrée lui indiquant qu'il devait devenir un sangoma, un guérisseur. Il a subi un « thwasa » (formation et initiation au sangoma) avec son grand-père et la sœur de sa mère, une jeune sangoma nommée Mynah.

## Thèses
Selon Vusamazulu Credo Mutwa, le roi Moshoeshoe II du Lesotho aurait été assassiné en 1996 dans des circonstances semblables à celles de la princesse Lady Diana un an plus tard.
Il dénonce de mystérieuses disparitions dans la ville de Sun City (Afrique du Sud). Il évoque un enlèvement par les extraterrestres qu'il aurait subi après avoir trouvé et consommé de la chair de petit-gris sur un corps gisant dans la savane. Ces petits-gris seraient en fait des carapaces ou armures biologiques à base de protéines pouvant être retirés et refermant des reptiles humanoïdes. Ces « gris », ces extraterrestres auraient été aperçus depuis les temps les plus anciens par les Africains, et seraient connus sous le nom de « mantindane », les « tourmenteurs ».

## Publications
- Indaba, My Children (1964),  (ISBN 0-8021-3604-4), 1re édition américaine 1999
- Zulu Shaman: Dreams, Prophecies, and Mysteries  (ISBN 0-89281-129-3), 2e édition 2003
- Songs of the Stars  (ISBN 1-886449-01-5), 1re édition 2000
- Africa Is My Witness, Blue Crane Books, Johannesburg, 1966, ISBN inconnu
- The Reptilian Agenda with David Icke and Credo Mutwa - the complete series.
- My People, the Writings of a Zulu Witch-Doctor (Penguin Books, 1977)  (ISBN 014003210X) ; en français
- Credo Mutwa, chaman zoulou, sur les enlèvements par les Extra-Terrestres et les Reptiliens. Une rare et étonnante conversation, Texte en ligne